# Йозефщат
Йозефщат (на немски: Josefstadt) е осмият окръг на Виена. Населението му е 25 424 жители (по приблизителна оценка от януари 2019 г.).

## Подразделения
- Алзергрунд
- Алтлерхенфелд
- Брайтенфелд
- Йозефщат
- Щроцигрунд